# Кукутень (комуна)
Кукутень, Кукутені (рум. Cucuteni) — комуна у повіті Ясси в Румунії. До складу комуни входять такі села (дані про населення за 2002 рік):
- Бейчень (344 особи)
- Бербетешть (221 особа)
- Кукутень (613 осіб) — адміністративний центр комуни
- Секерешть (268 осіб)

Комуна розташована на відстані 322 км на північ від Бухареста, 50 км на захід від Ясс.

## Населення
За даними перепису населення 2002 року у комуні проживали 1446 осіб.
Національний склад населення комуни:
| Національність | Кількість осіб | Відсоток |
| -------------- | -------------- | -------- |
| румуни         | 1445           | 99,9%    |
| українці       | 1              | 0,1%     |

Рідною мовою назвали:
| Мова       | Кількість осіб | Відсоток |
| ---------- | -------------- | -------- |
| румунська  | 1445           | 99,9%    |
| українська | 1              | 0,1%     |

Склад населення комуни за віросповіданням:
| Релігія       | Кількість осіб | Відсоток |
| ------------- | -------------- | -------- |
| православні   | 1421           | 98,3%    |
| п'ятдесятники | 1              | 0,1%     |